# Tesla Model 3
A Tesla Model 3 egy akkumulátoros elektromos, szedán autótípus, a Tesla, Inc. negyedik modellje. A gyártása 2017 közepén kezdődött, az első sorozatgyártású jármű 2017. július 7-én gördült le a futószalagról.
Az alap Model 3 WLTP-besorolású, teljesen elektromos hatótávolsága 491 km, a Long Range változaté pedig 614 km. A Tesla szerint a Model 3 teljes önvezető hardvert hordoz, az időszakos szoftverfrissítések pedig további funkciókat adnak.
A Model 3-nál a Tesla célja, hogy több ember számára legyen megfizethető, mint a Tesla korábbi modelljei. 2020 eleje óta a Model 3 a világtörténelem legkelendőbb elektromos autótípusa, és 2021 júniusában ez lett az első elektromos autó, amelynek eladott példányai meghaladták az 1 millió autót. A Tesla Model 3 három 2018 és 2020 között a világ legkelendőbb elektromos autója.
2023-ban és 2024-ben több lépésben, jelentősen csökkentették a Tesla Model 3 árát Magyarországon, aminek köszönhetően már 17 056 900 forinttól elérhetővé vált a Tesla Model 3.

## Története

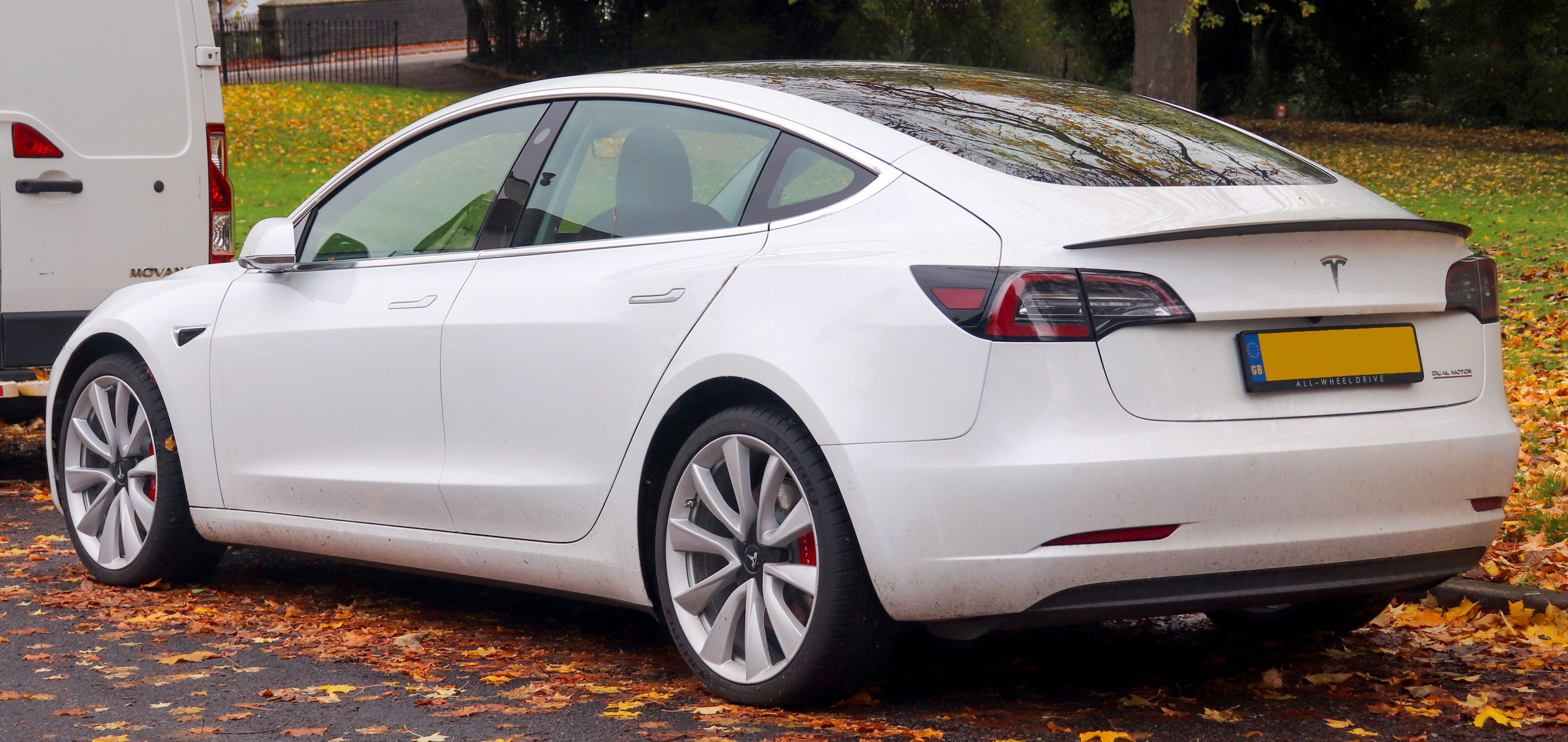
Hátulnézetből

A Wired Science-nek 2006-ban készített interjújában Elon Musk úgy mutatta be a Tesla Model 3-at, hogy az valószínűleg megfizethető a legtöbb ember számára, aki képes új autót vásárolni. Öt üléssel, első és hátsó csomagtartóval, valamint a sportautókra jellemző szintű gyorsulással rendelkezik. 5 csillagos biztonsági besorolással rendelkezik.
A Tesla Model 3 2016-os bemutatását követő egy héten belül a Tesla felfedte, hogy 325 000 autót foglaltak le előre a típusra. 2017 augusztusáig már 455 000 foglalást regisztráltak.
Az iparági szakértők kételkedtek, amikor 2016 májusában a Tesla bejelentette döntését, miszerint 500 000 darabos gyártási tervét 2018-ra, a korábban tervezettnél két évvel korábban előrehozza, felgyorsítva a Tesla Model 3 kimeneti céljait. 2016 májusában a Tesla US$2 billion értékben bocsátott ki új részvényeket a tőzsdére a terv finanszírozására.
A vállalat a Model 3-mal kapcsolatos tervei részét képezik a Tesla háromlépéses stratégiájának, amely szerint egy magas árú járműből indul ki, és fokozatosan az alacsonyabb költségű járművek felé halad, miközben az akkumulátort és az elektromos hajtásláncot továbbfejlesztetik, melyet a Roadster, a Model S és a Model X járművek értékesítéseiből finanszíroznak.
2018. április 18-án a Tesla heti 6000 járműre frissítette termelési célját 2018 júniusának végére, szemben a korábban ígért heti 5000 járműhöz képest. 2018. július 1-jén Elon Musk bejelentette, hogy a Tesla elérte az egy hét alatt 5000 legyártott autós mennyiséget.
2019. február 28-án a Tesla bejelentette, hogy elérhető az alacsonyabb költségű, nagyon várt, 35 000 dolláros Standard Range változata a Tesla Model 3-nak. 2019 februárjában a Model 3 átvette a vezetést a Chevrolet Volttól, és minden idők legkeresettebb tisztán elektromos autója lett az Egyesült Államokban. A Model 3 eladásai 2020 elején megelőzték a Nissan Leafet, így világszinten is minden idők legnagyobb számban eladott elektromos autója lett.

### Model elnevezés
Egy 2006-ban rögzített interjú során Elon Musk Model 2-re (később a Tesla Model S-re) és Model 3-ra hivatkozott. Az eredeti üzleti tervben 2007-ben a Model 3 kódneve Tesla BlueStar volt. A Model E-nek tervezett elnevezését nem használták a Ford védjegye miatt. Az eredetileg Model ☰-re stilizált Model 3-at 2014. július 16-án jelentették be Elon Musk a Twitter-fiókján. JB Straubel 2015-ös prezentációja a Model III elnevezést használta. Musk azt akarta, hogy a három modellen a SEX szót írják, de belenyugodott az S3X-be. 2017 elején, az Adidas háromcsíkos logójával kapcsolatos védjegykifogások után a háromszoros vízszintes sáv stilizációt elhagyták, és numerikus 3-ra változtatták.

### Piac

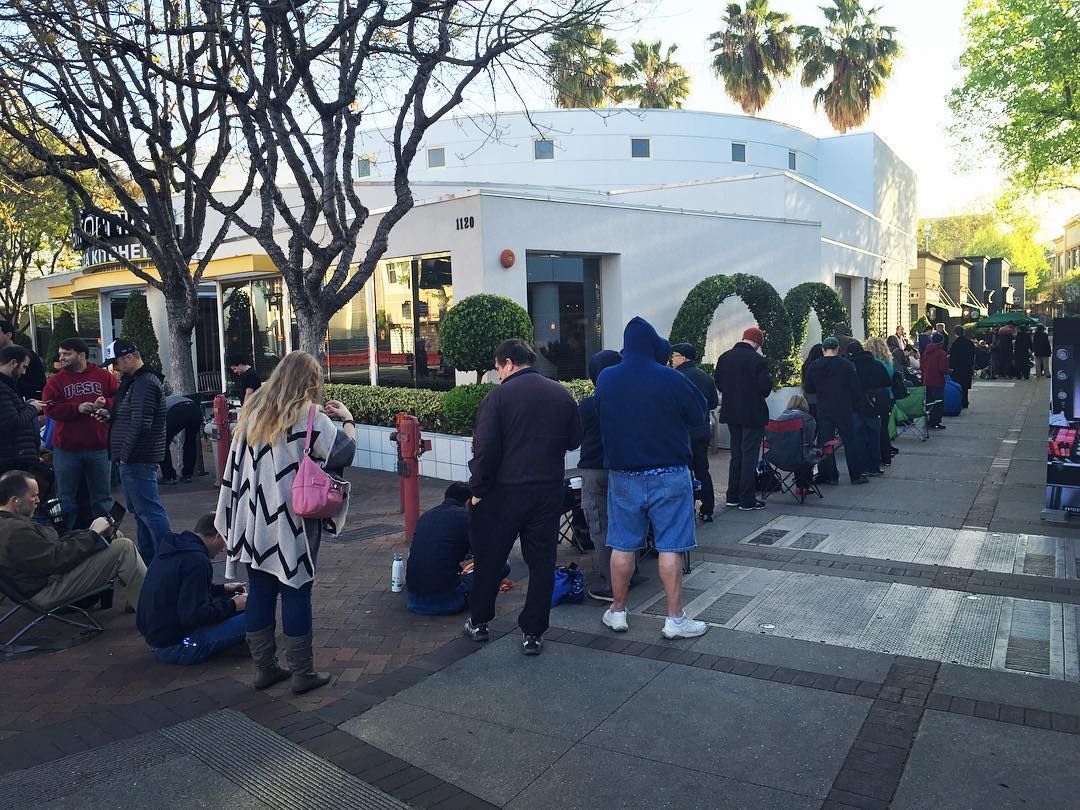
Körülbelül 125 ember állt sorban a Model 3 előrendelésére a kaliforniai Walnut Creekben 2016-ban

2015 szeptemberében a Tesla bejelentette, hogy a Tesla Model 3-at 2016 márciusában mutatják be. 2016 januárjában Musk azt mondta, hogy az első hivatalos képek az autóról 2016 márciusának végén fognak megjelenni. 2016 februárjában a Tesla bejelentette, hogy a leleplezés 2016. március 31-én lesz. A szállítás 2017 végén kezdődött.
2016. március 31-én délelőtt emberek tízezrei álltak sorban a visszatérítendő letét elhelyezésére, hogy lefoglalhassák a Model 3-at a 2017-es szállításra. A Model 3 bemutatója során a Tesla részéről elhangzott, hogy több, mint 115 000 ember foglalta le a Model 3-at kevesebb mint 24 órával korábban; többen, mint ahány autót eladott addigra a Tesla. Huszonnégy órával a foglalások megnyitása után a Teslának több, mint 180 000 autóra volt előzetes megrendelése. Két nappal később a Tesla bejelentette, hogy 232 000 foglalásuk van.
Egy héttel a leleplezés után a Tesla bejelentette hogy több, mint 325 000 foglalása van, ami több, mint háromszorosa a 2015 végére eladott Model S szedánoknak. Elon Musk elmondta, hogy a foglalások 5%-a felel meg az ügyfelenként megengedett maximum két járműnek, ami szerinte alacsony spekulációra utal, és hogy a Model 3-ra vonatkozó foglalások 93%-a olyan új vásárlóktól származik, akik addig nem rendelkeztek Teslával. Az autók előleg-befizetésének korábbi rekordja az 1955-ös Citroën DS volt, amelyre a Párizsi Autószalon tíz napja alatt 80 000 befizetés volt, míg a Model 3-ra két nap alatt 232 000 foglalás volt.
A Tesla globális alelnöke, Robin Ren szerint Kína a Model 3 második legnagyobb piaca az Egyesült Államok után. A Tesla szerint a nettó foglalások száma körülbelül 373 ezer volt 2016. május 16-ától. A 2017. júliusi kiadáskor több, mint 500 000 foglalás érkezett a Tesla Model 3-ra. Elon Musk később bejelentette, hogy naponta átlagosan 1800 új foglalás érkezik.

### A 2020-as változtatások

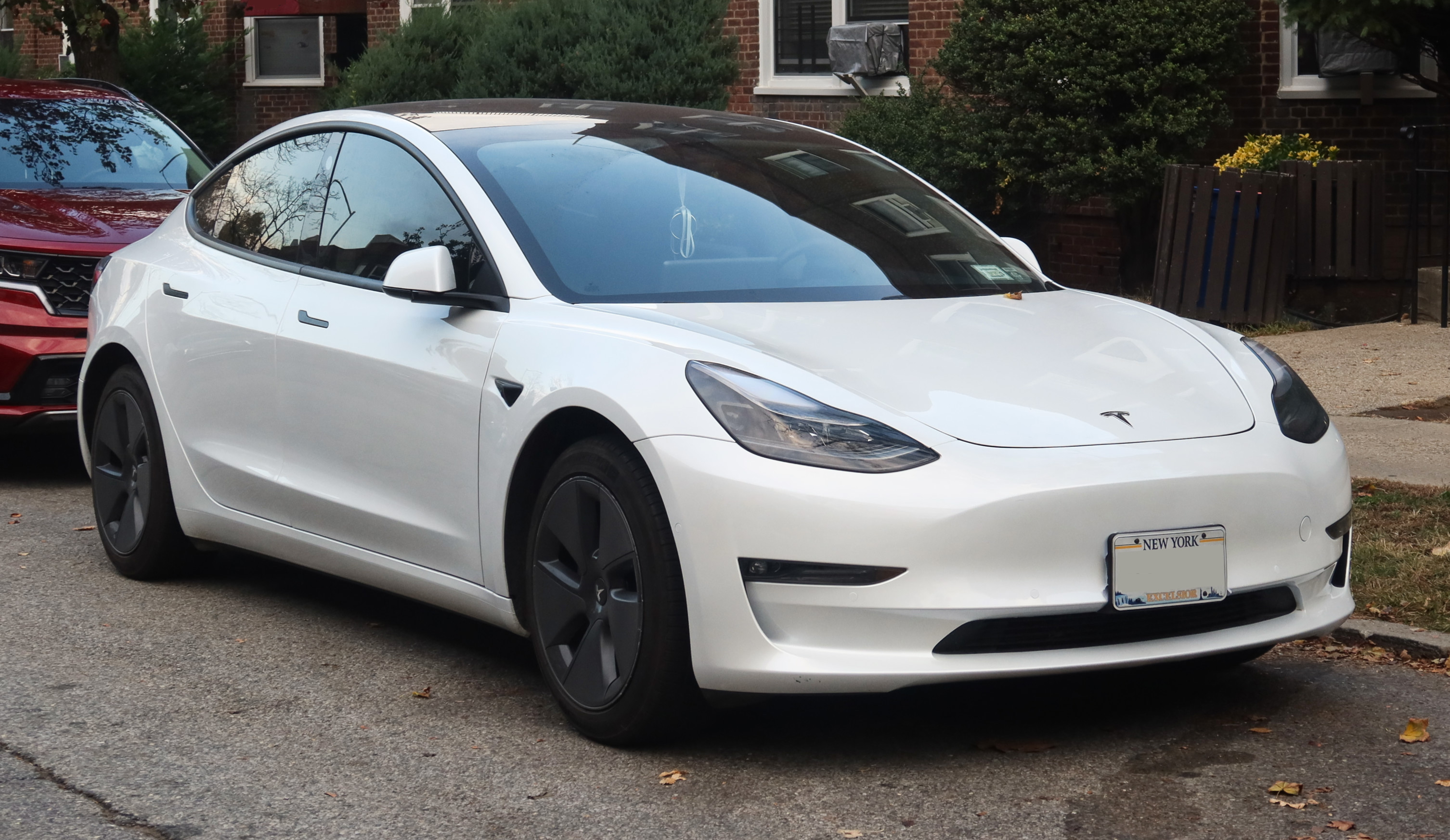
A 2020-as változat

2020 novemberében a Tesla Model 3 külső és belső stílusmódosításokat kapott, amelyek nagy részét az akkor még új Model Y-ból vettek át. A legszembetűnőbb kozmetikai változás az volt, hogy a korábban krómozott ajtókilincsek, az oldalsó a tükörborítás, az ablakkárpitok és a kameraburkolatok fekete felületet kaptak.
Az egyéb változtatások közé tartozik a klímaszabályozás javítása érdekében a hőszivattyú, az elektromos hajtású csomagtartó, az újratervezett középkonzol vezeték nélküli töltőpárnákkal és a csendesebb dupla üvegezés.

### A 2023-as frissítés
A Tesla 2023. szeptember 1-jén bejelentette a Model 3 dizájnfrissítését, amely hosszabb hatótávolságot, alacsonyabb gyártási költségeket és műszaki fejlesztéseket, valamint átszabott külsőt és belsőt eredményez. A fejlesztés során a frissítés a Project Highland kódnevet kapta. A frissített változatot kiállították a 2023-as Müncheni Autószalonon.
A Tesla beszámolója szerint a frissített Model 3 hatótávolsága körülbelül 10%-kal javult, nagyrészt az alacsonyabb és aerodinamikusabb orrkialakítás, valamint a jobb hátsó diffúzor és az aerodinamikusabb kerekek miatt. A gumiabroncsok enyhén kilógnak a felnikből, védve őket a járdaszegélytől. Alacsonyabb a gördülési ellenállásuk, de nincs kompromisszum az oldalirányú teljesítményben vagy a kormányzási reakcióban. A gumiabroncs és a karosszéria közötti távolság csökkent. A légellenállási együttható Cw=0,225-ről Cw=0,219-re javult. Az újratervezett hátsó lámpák megszüntették a függőleges törést a csomagtartó és az oldal között.
A belső kiegészítések között szerepelt a 8 hüvely (200 mm) átmérőjű érintőképernyő (Bluetooth audio funkcióval) a hátsó üléseken ülő utasok számára, a szellőztetett első ülések, az akár 17 hangszórós hangrendszer (a korábbi változatnál 14 volt), a személyre szabható belső kiemelő világítás és az új kormánykerék. irányjelző és sebességváltó karok. A hátsó ülésen utazók érintőképernyője és a kapcsolókarok nélküli kormánykerék olyan változtatások, amelyeket korábban a Model S és X modelleken a „Palladium” frissítés során hajtottak végre.
A frissítés a Frequency Selective Damping nevű lengéscsillapító technológiát alkalmazta, amely hidraulikus erősítővel koncentrálja a vibrációt a 4–6 Hz-es tartományban. A frissítés HW4 kamerával és feldolgozási technológiával érkezett. Ez szélesebb látómezőt tett lehetővé, ami javította az Autopilot keresztirányú vészfékezését.

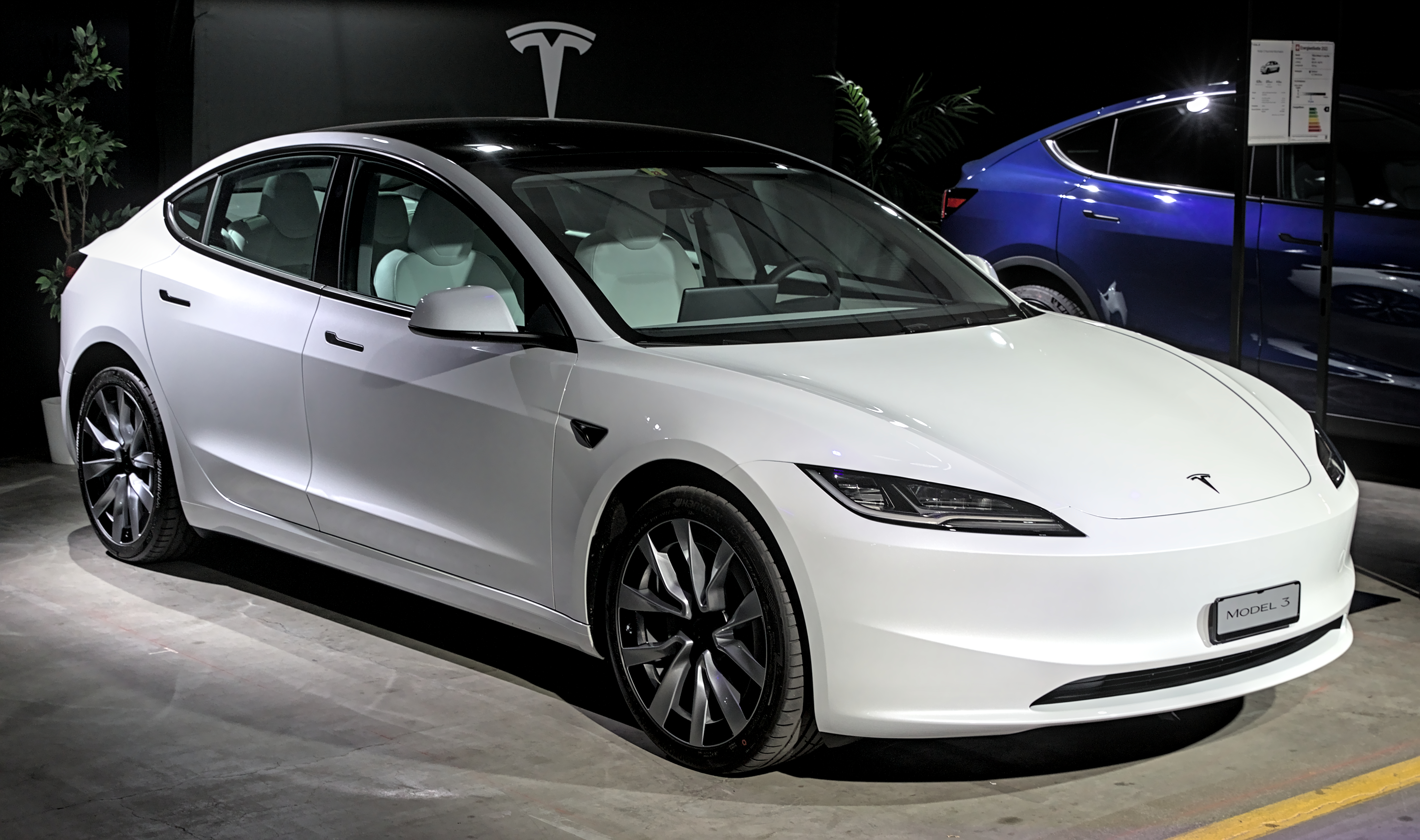
A 2023-as frissített model, elölnézetből
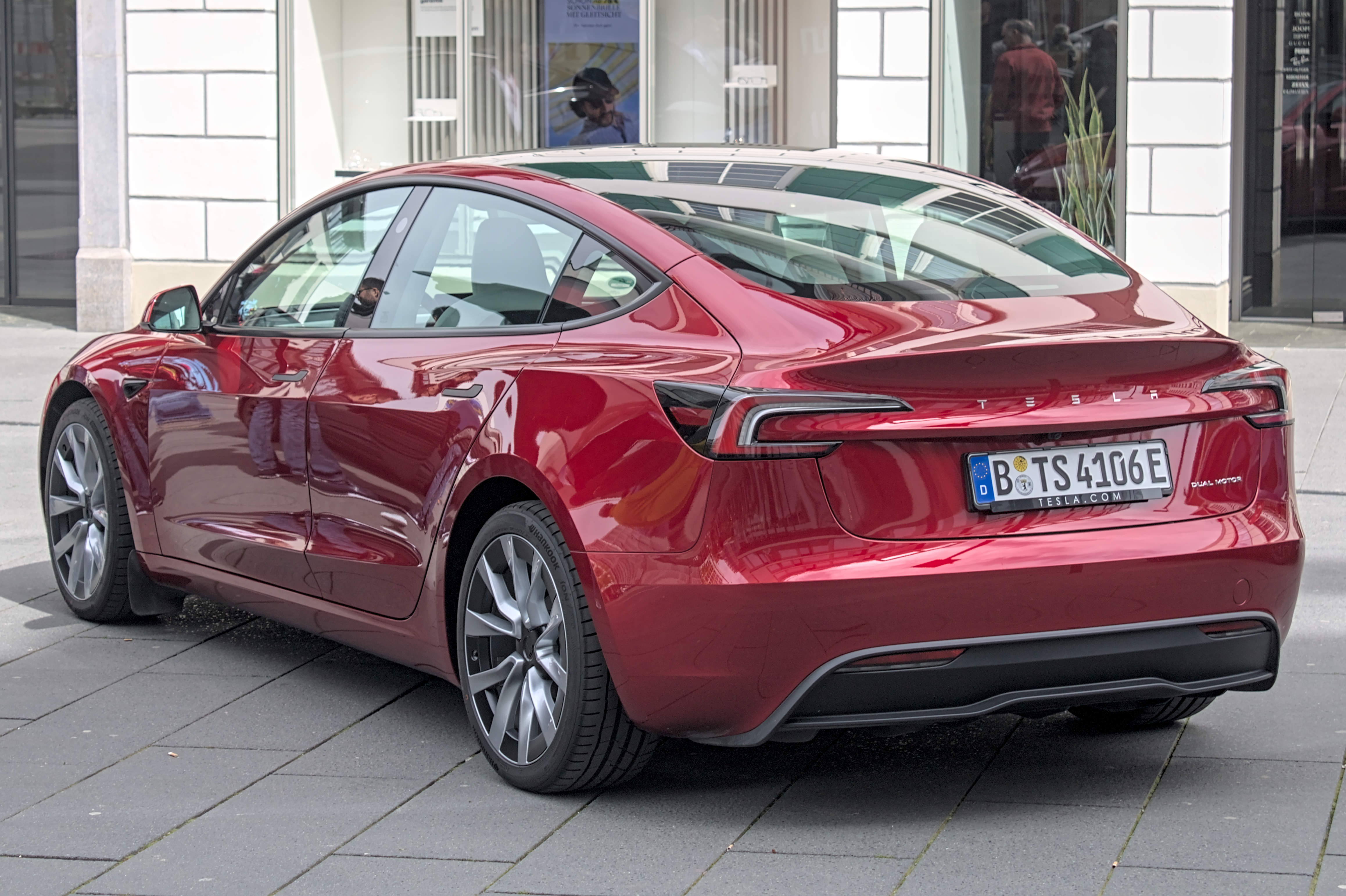
A 2023-as frissített modell, hátulnézetből
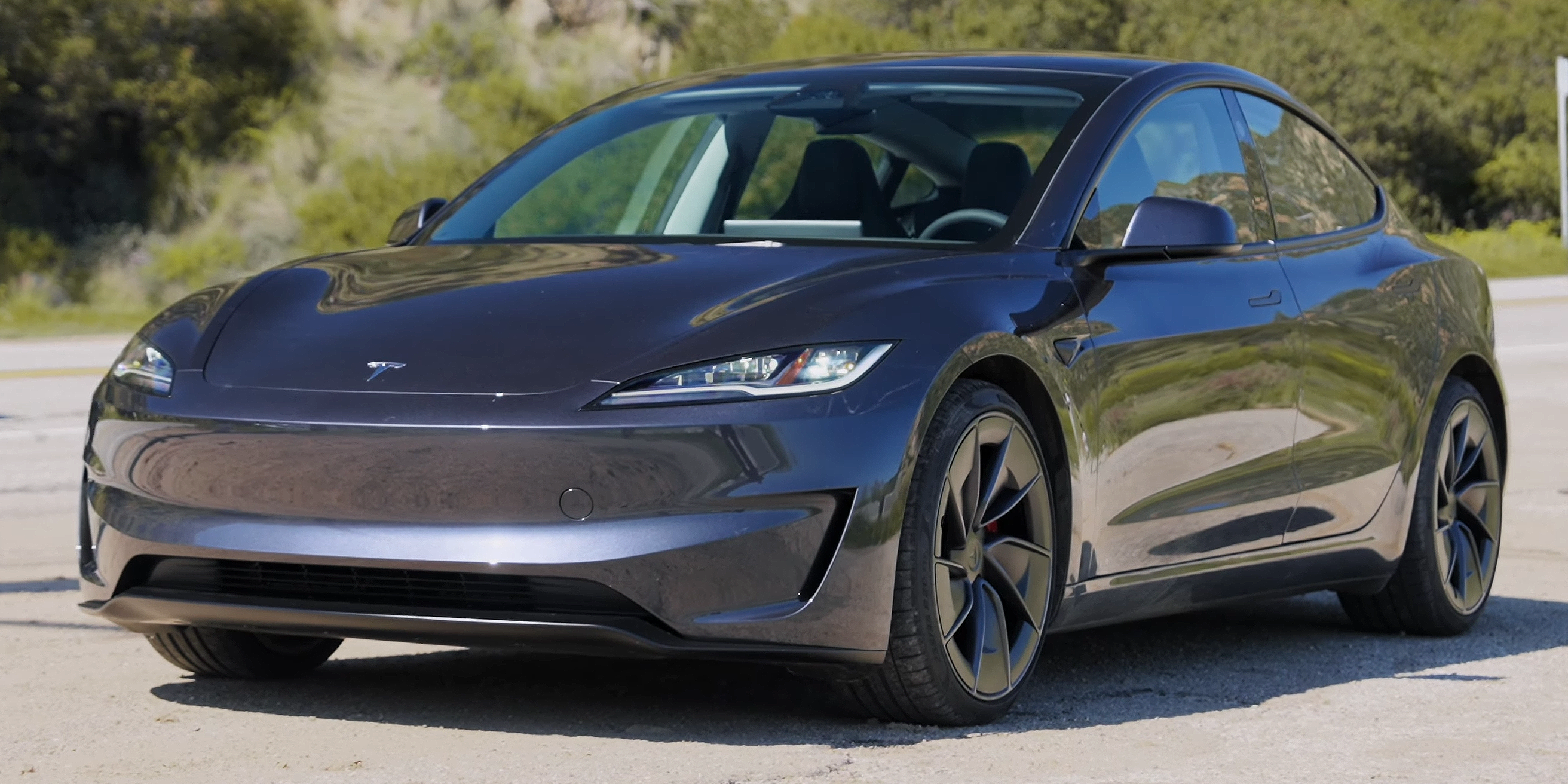
A Performance változat 2023-as frissített modellje

## Design

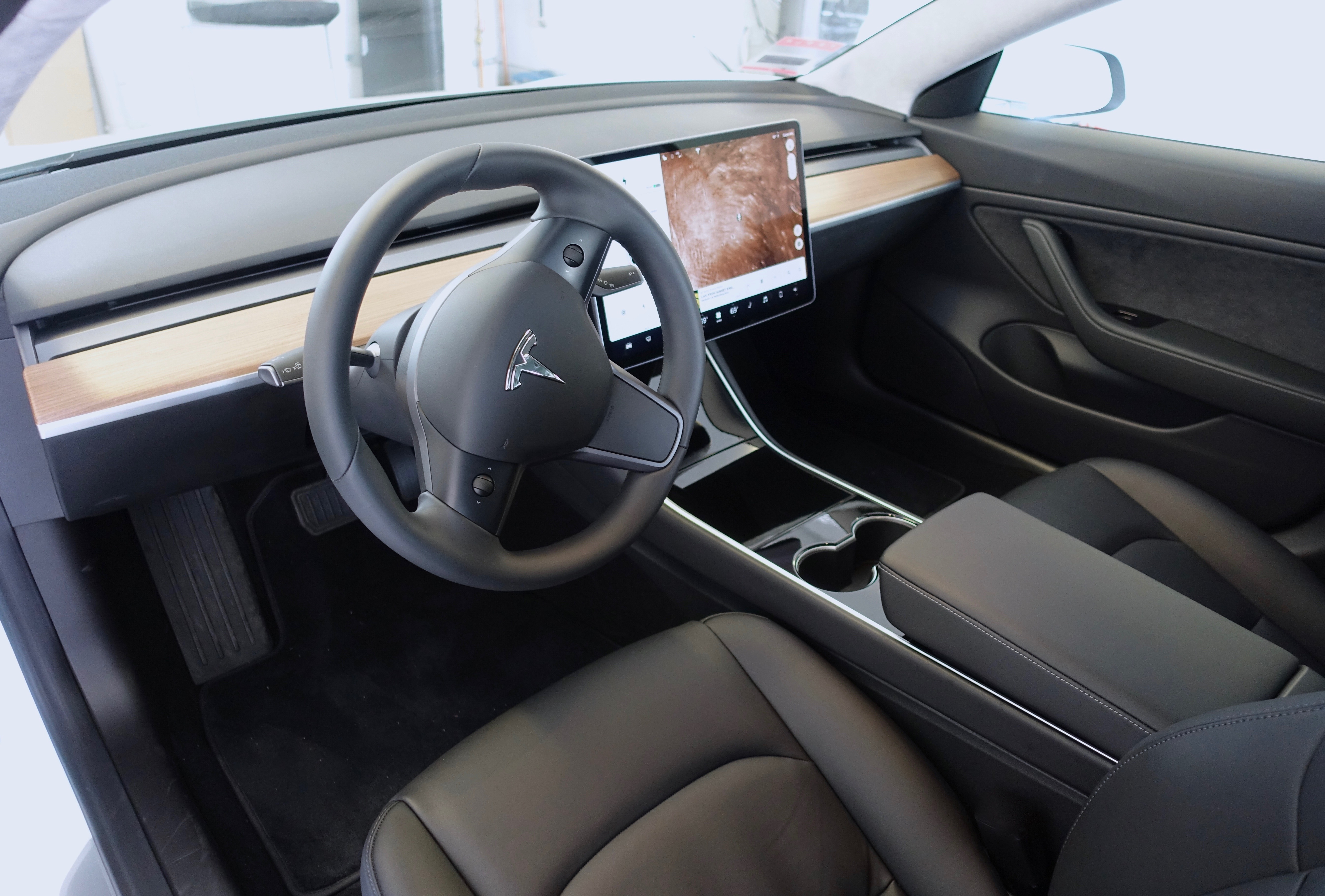
A Tesla Model 3 belső tere

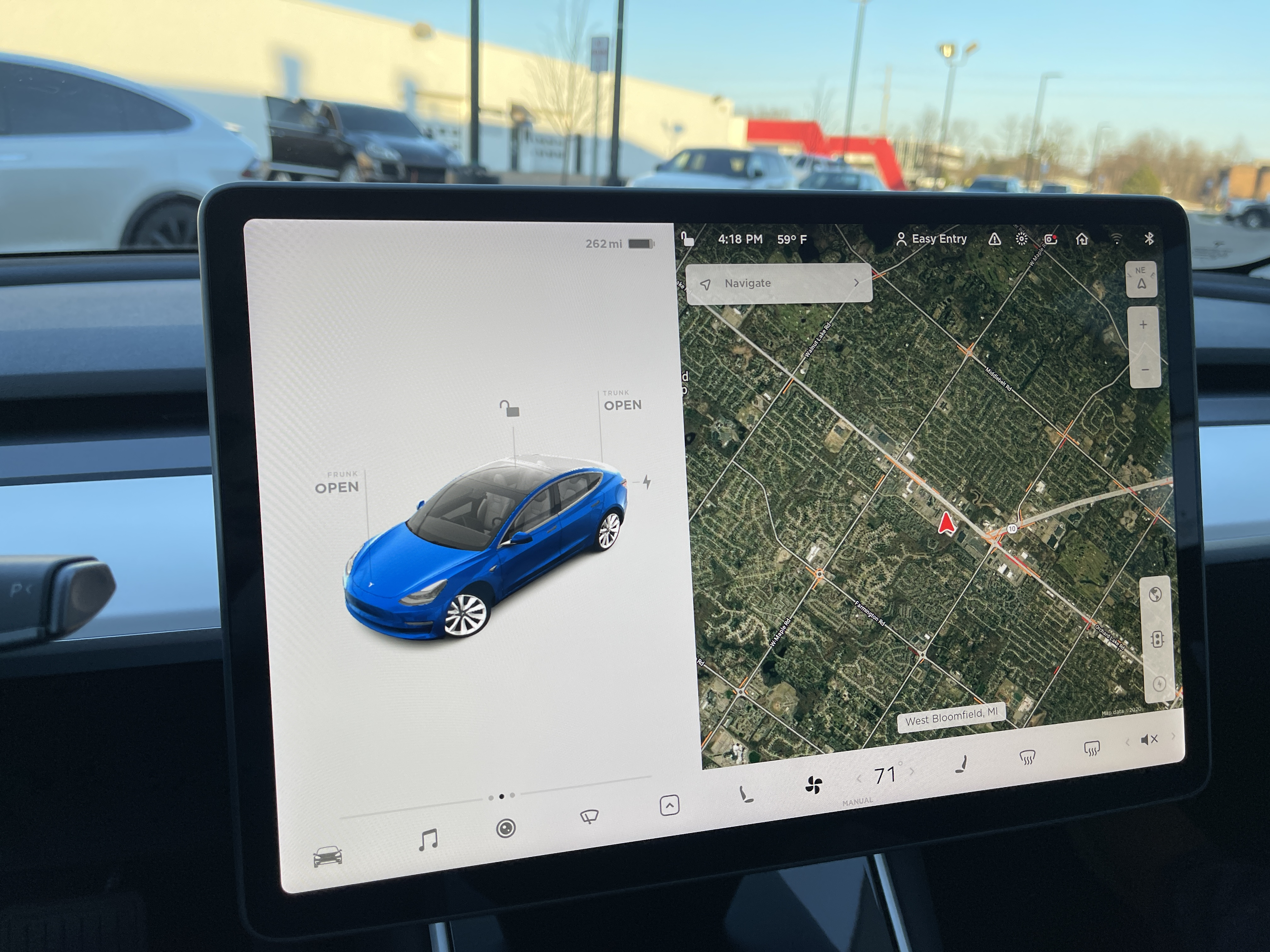
Középre szerelt 15.4 in átmérőjű LCD érintőképernyő

2013-ban Franz von Holzhausen formatervezési vezető azt mondta, hogy a Tesla Model 3 az Audi A4-hez, a BMW 3-ashoz, Mercedes-Benz C osztályhoz hasonló méretű autó lesz, amely mindent kínál: hatótávolságot, megfizethetőséget és teljesítményt, amely a tömegeket célozza meg. A Tesla Model 3 a Model S technológiáját használja, és saját egyedi dizájnnal rendelkezik.
A Tesla műszaki igazgatója, JB Straubel szerint 2015 októberében a legtöbb Tesla mérnök a Model 3-on dolgozott, nem pedig a Model S-en vagy a Model X-en. Mivel az elektromos autók hűtési igénye kisebb, mint a belsőégésű autóké, a Tesla Model 3-on nincs hűtőrács. Elon Musk a végső designt 2016. június 30-án akarta bemutatni, de amikor a terv július 27-én elkészült, nem hozták nyilvánosságra. Az első Model 3 végleges kialakítása után minden további változtatást a Model 3 jövőbeli verziói tartalmaznak. A Tesla Glass által kifejlesztett szabványos üvegtető ugyanabból az üvegből készül, mint Tesla napelemes tetőcserepei.

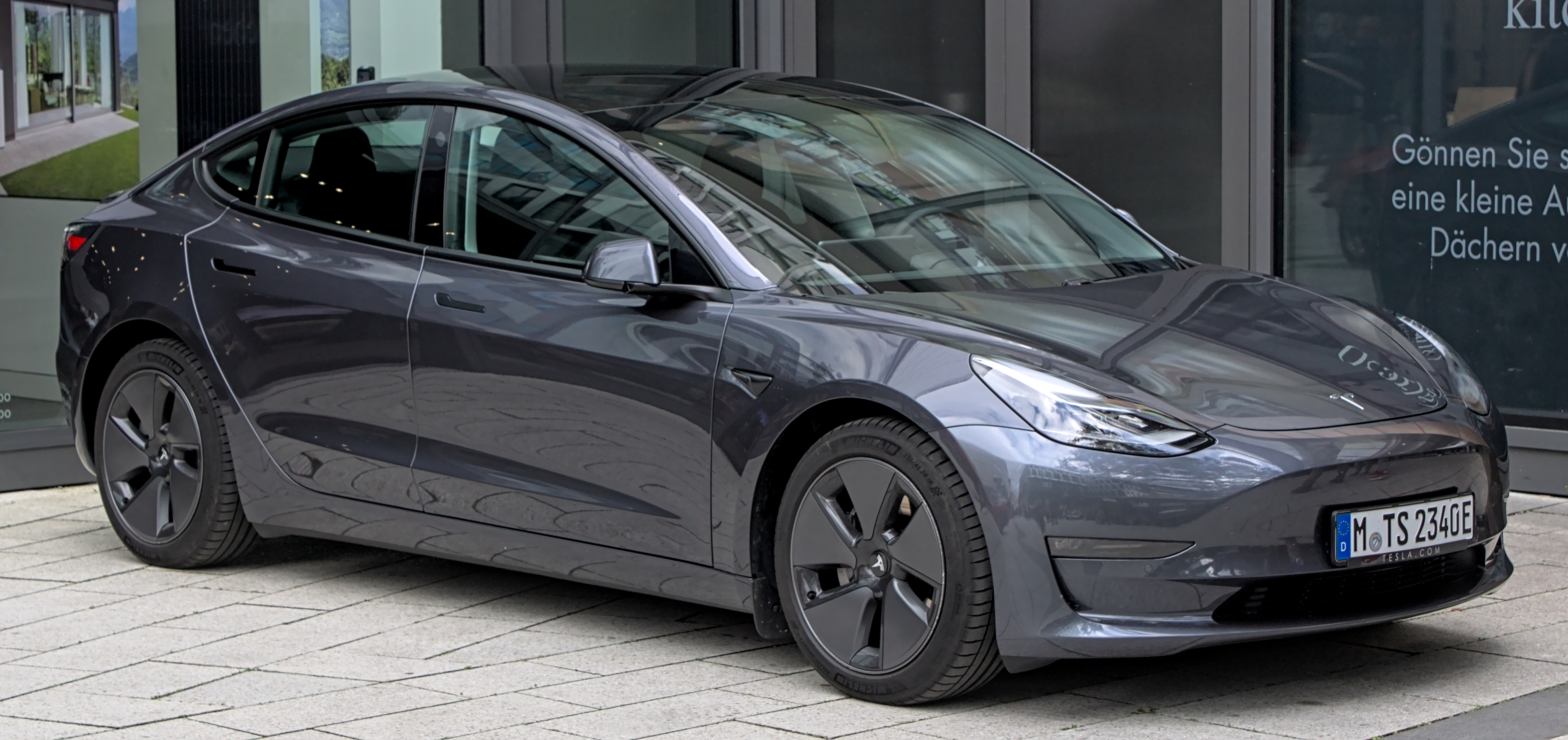
A Tesla Model 3 MY2021 frissítése

2020 novemberében a Model 3 felfrissült kozmetikai és belső változtatásokkal, amelyek közül sok a Model Y-ből származott. A felfrissített Model 3 fekete felületre cserélte a krómozott ajtókilincseket, az oldalsó tükörkárpitot, az ablakkárpitot és a kameraburkolatokat. Dupla táblás első ablaküveg, motoros csomagtartó, új középkonzol és kisebb teljesítményfrissítések kerültek a Model 3 összes felszereltségi szintjére. Az autó tervezését frissítették, hogy tükrözze a Tesla által a Model Y-nál elért előrelépéseket, beleértve a hőszivattyút és a szabadalmaztatott oktoszelep bevezetését, amely növeli az autó fűtési és hűtési hatékonyságát.

## Termelés
2016 decemberétől határozta el a Tesla, hogy növeli a kaliforniai fremonti Tesla-gyár méretét a Model 3 gyártása érdekében.

### Gyártási szakaszok
Egy 2013-as interjúban Jerome Guillen a BlueStar-ról (a Model 3 projekt kódneve) beszélt, és kijelentette, hogy a Tesla arra számít, hogy végül évi 400 000 autót fog gyártani.
2016 májusában a Tesla közölte beszállítóival, hogy szándékában áll megduplázni a korábban bejelentett mértéket. A Model 3 gyártási célja 2017-ben 100 000, 2018-ban pedig 400 000 darab Tesla Model 3 a kereslet miatt. A Tesla gyárban 2015-ben beindult 500 000 autó fényezése. A Tesla 2017 januárjában vásárolta meg az automatizált gyártásban jártas Grohmann Engineeringet. Ez a felvásárlás elindította a Tesla Advanced Automation Germany-t, amely a Tesla szerint gyártási folyamatokat fog kifejleszteni, amelyeket kezdetben a Model 3 gyártásában használnak majd.
Miután 2016 áprilisában bemutatták a két Alpha prototípust (ezüst és fekete; a piros egy kagyló volt), a Tesla 2016 júliusának végén fejezte be a tervezést. A Tesla 300 béta prototípusnak megfelelő alkatrészeket rendelt 2016 augusztusában, felkészülve az összeszerelősor fejlesztésére. A Tesla 2017 februárjának elején kezdte meg a Model 3 prototípusok építését a járműtervezési és gyártási folyamatok tesztelésének részeként. A Tesla 2016 végén közölte, hogy az első törésteszt eredményei pozitívak voltak. 2019 közepén a töréstesztek eredményei 96%-ra értékelték a felnőttek védelmét; 86%-ra a gyermekek védelmét, 74%-ra pedig a „kiszolgáltatott úthasználók”, például a gyalogosok védelmét. Ráadásul a Model 3 Őrszem üzemmódja 94%-ot ért el.
2016 októberében a Tesla bejelentette, hogy a gyártási ütemterv a menetrend szerint halad. 2017 februárjában a Tesla részéről ismét elhangzott, hogy a járműfejlesztés, az ellátási lánc és a gyártás jó úton halad abba az irányba, hogy a Model 3 leszállítása megindulhasson 2017 második felében. 2017 februárjában a Tesla úgy tervezte, hogy 2017 negyedik negyedévében a heti 5000 jármű fölé emeli a termelést, 2018-ban pedig eléri a heti 10 000 járművet.
A Giga Nevada a Tesla Model 3-hoz készült akkumulátorcsomagokat tervezte, és 2017 januárjában bejelentették, hogy a Tesla meghajtóegységeket is gyárt majd a Giga Nevadában. 2017 februárjában a Tesla azt közölte, hogy a fremonti gyárban és a Giga Nevadában a Model 3 gyártóberendezések telepítése megtörtént, ahol januárban megkezdődött az energiatároló termékekhez használt akkumulátorcellák gyártása, amelyek alaktényezője megegyezik azokkal a cellákkal, amelyeket a Model 3-nál használnak.

### Szállítások

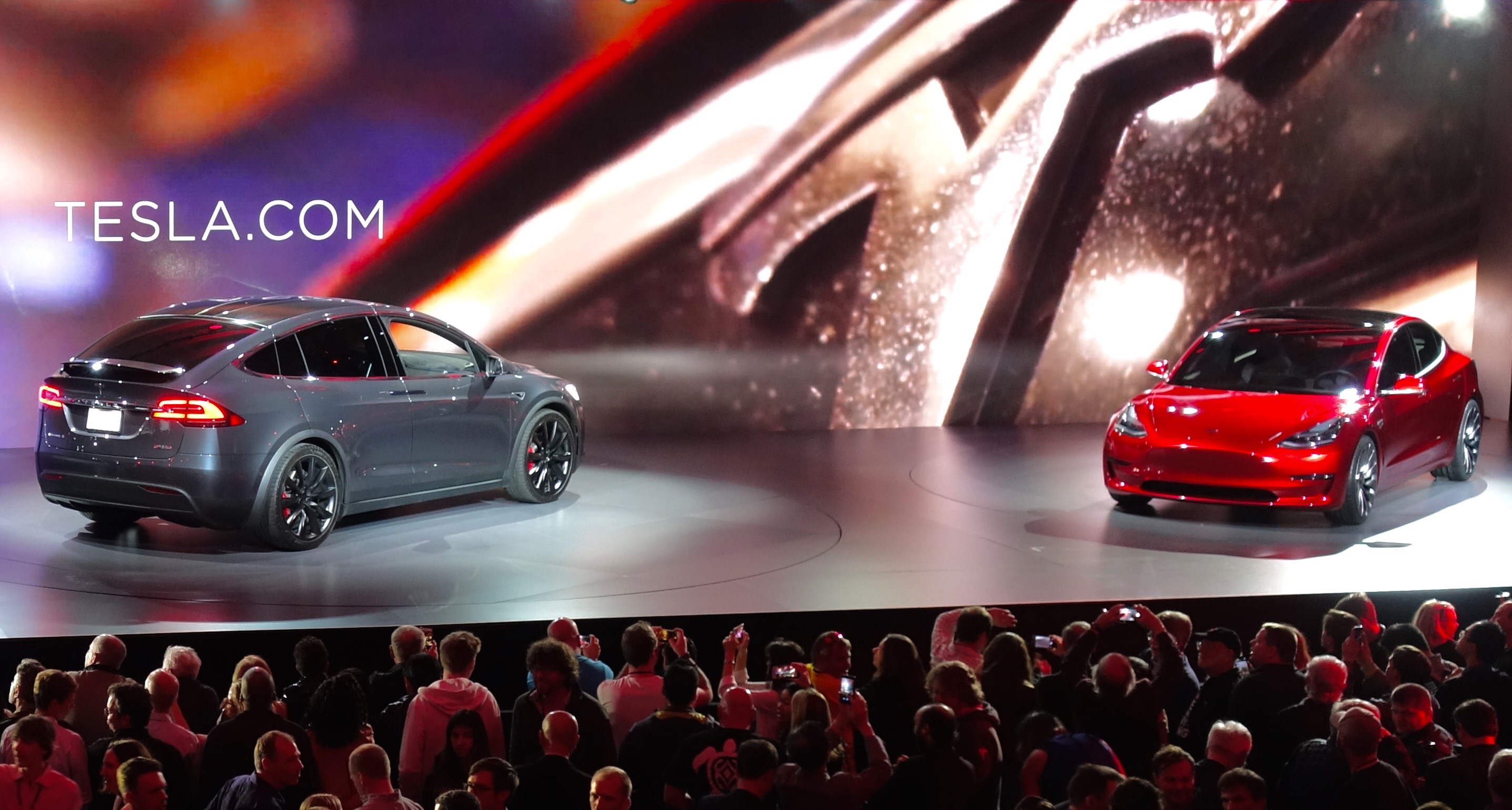
Tesla Model X (balra) és Model 3 (jobbra) leleplezése 2016. március 31-én

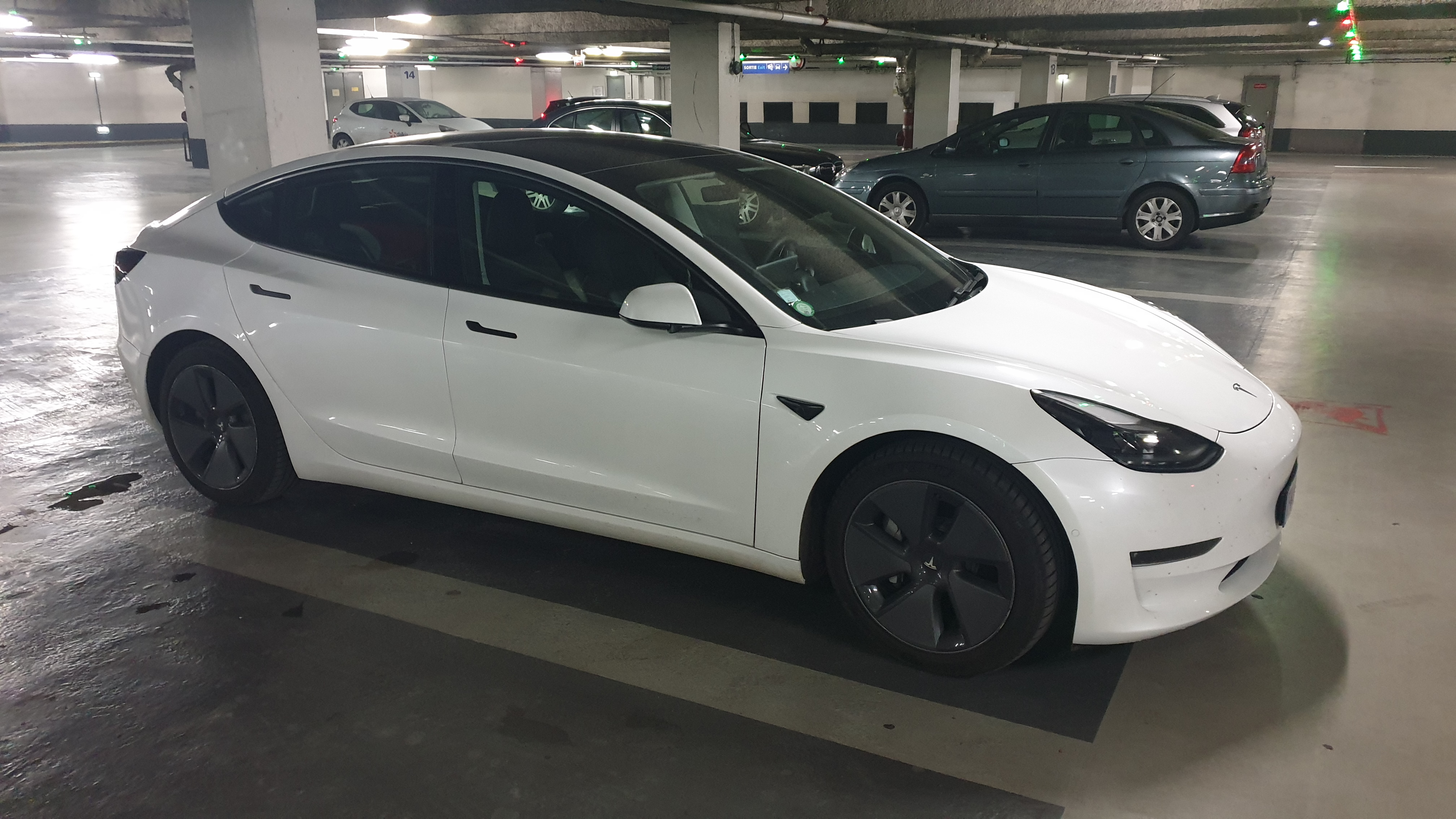
A Tesla Model 3 2021-es frissített verziója

2016 februárjában a Tesla arra számított, hogy a Model 3 megismétli az S és X modellek szállítási ütemtervét: eleinte a legmagasabb opciós, magasabb árréssel rendelkező autókat adják el, hogy segítsenek fizetni a gyártóberendezésekért. A bonyolult Model X gyártásból levont tanulságok után azonban a Tesla 2017 elején módosította a szállítási ütemtervet, hogy kezdetben viszonylag egyszerűbb autókat gyártson a gyártási kockázat csökkentése érdekében. Az első sorozatgyártású Model 3 autók hátsókerék-hajtásúak voltak, nagy hatótávolságú akkumulátorral. A szállítások 2017 második felében kezdődtek, ahogy azt előre jelezték. Az első szállítás 2017. július 7-én történt meg, az első 30 egységet pedig 2017. július 28-án szállították le.

#### 2017
A Tesla akkoriban bejelentett célja az volt, hogy 2017 harmadik negyedévében 1500 darabot gyártsanak le, ami 2017 decemberének végére heti 5000-re nő. Azonban a harmadik negyedévben csak 260 db Model 3 készült, míg 1542 db-ot szállított le a Tesla 2017 negyedik negyedévében. 2017 novemberének elejére Elon Musk 2017 decemberéről 2018 márciusára halasztotta el a heti 5000 darab jármű gyártásának céldátumát.

#### 2018
A termelés további növelése érdekében 2018. április közepére tervezett leállás előtt a Tesla több, mint 2000 db Model 3 járművet gyártott három egymást követő héten. 2018 októberében a globális szállítások meghaladták a 100 000 egységet Az amerikai eladások a 2018 novemberében elérték a 100 000 darabot, és gyorsabban érte el ezt a mérföldkövet, mint bármely korábbi elektromos autótípus.
2018 első felében a Model 3 volt a legkelendőbb alternatív üzemanyaggal működő jármű Kaliforniában 12 674 darabbal, ezt követte a Toyota Prius hagyományos hibrid (10 043). A Model 3 volt a legkelendőbb konnektoros elektromos autó az Egyesült Államokban 12 hónapon keresztül 2018 decemberéig, és 2018-ban a legkelendőbb plug-in lett, becslések szerint 139 782 darabot szállítottak ki, ez volt az első alkalom, amikor több, mint 100 000 db konnektoros autót adtak el egy év alatt. Ezenkívül a Model 3 2018-ban az amerikai piacon a legkelendőbb luxusjárművé vált. A Model 3 2018-ban Kaliforniában 51 293 regisztrált egységgel vezette a plug-in elektromos autók eladásait, és az állam legkeresettebb autója volt a közel luxuskategóriában.
A Tesla Model 3 volt 2018-ban a világ legkeresettebb elektromos autója. 2018-ban Elon Musk azt jósolta, hogy az esetleges globális kereslet valószínűleg évi 500 ezer és 1 millió Model 3 autó között lesz – ez a BMW 3 és a Volkswagen Golf közé esik.

#### 2019

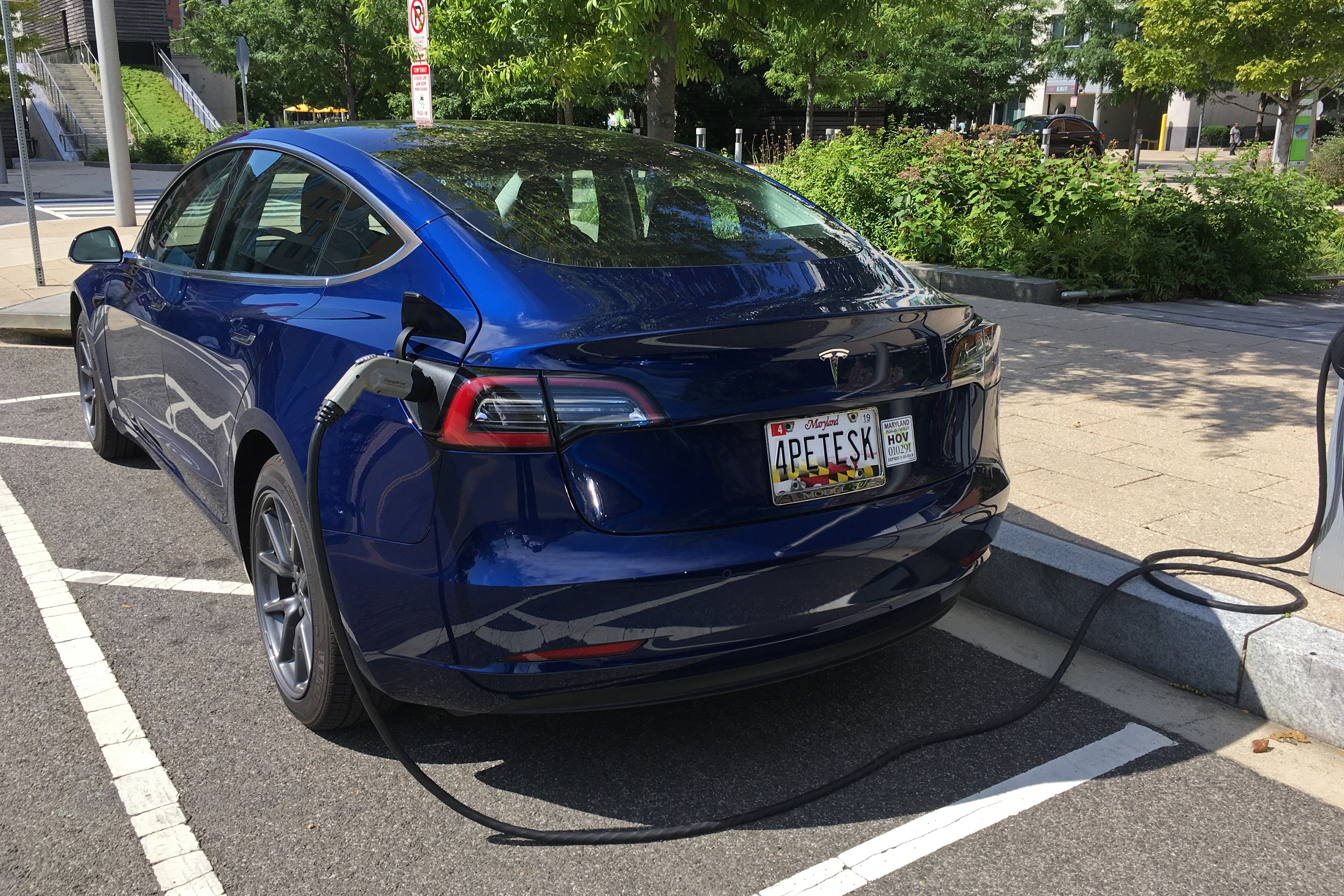
A Tesla Model 3 három egymást követő évben (2018 és 2020 között) a világ legkelendőbb konnektoros elektromos autója.

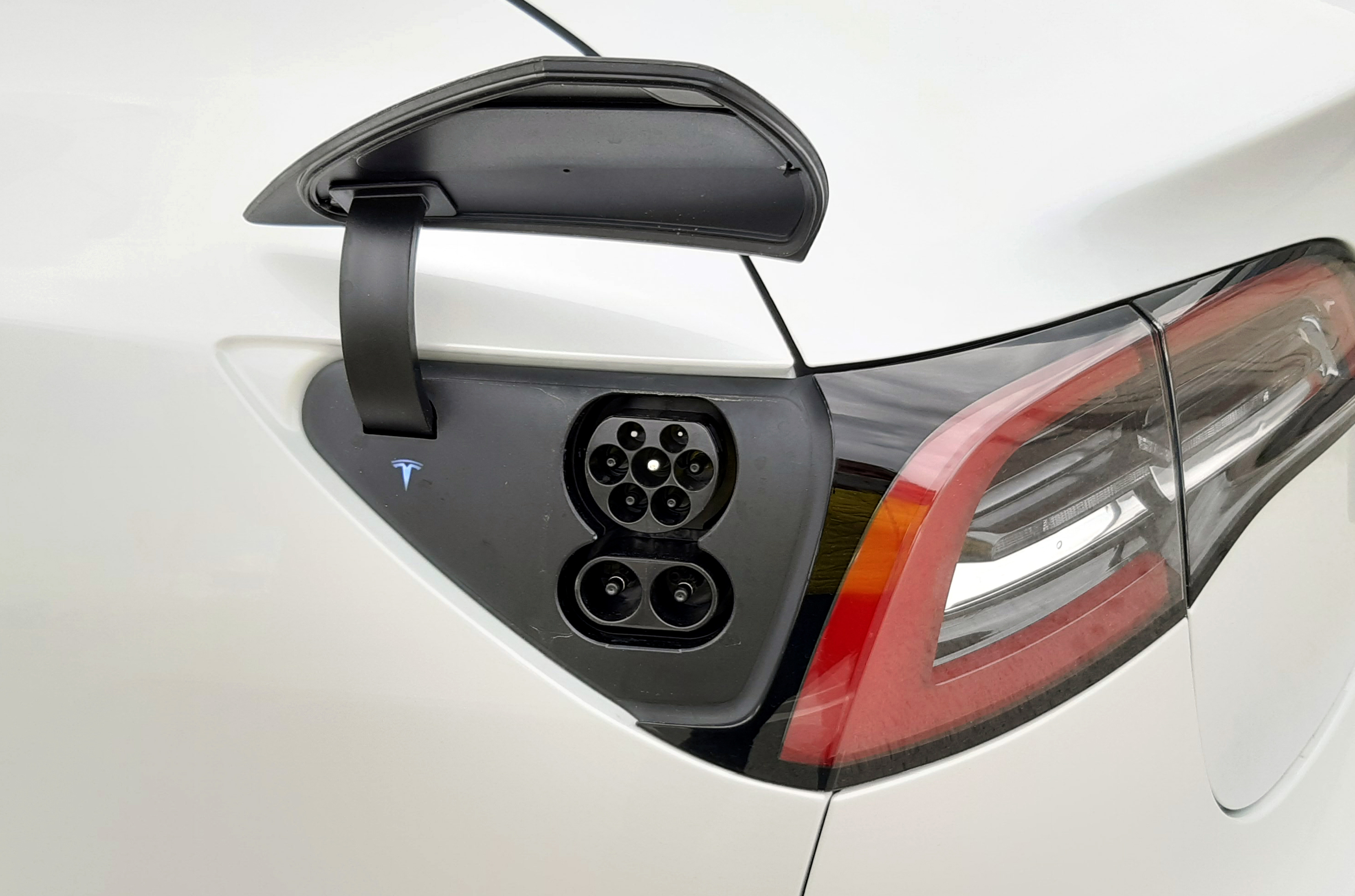
CCS Combo 2 európai foglalat egy Model 3-on

A kiskereskedelmi szállítások Európában 2019 februárjában kezdődtek.
2019 januárjában a Model 3 megelőzte a Model S-t az Egyesült Államokban minden idők legkeresettebb teljesen elektromos autójaként, majd a következő hónapban a Chevrolet Voltot is megelőzte, és minden idők legkeresettebb elektromos autója lett. az Egyesült Államokban.
A Tesla Model 3 2019-ben a világ legkeresettebb elektromos autójaként zárult, immár második egymást követő évben, valamivel több, mint 300 000 darabbal. Az elektromos autó az Egyesült Államok (158 925) és kaliforniai (59 514) piacán is meghaladta az éves plug-in autóeladásokat, egymás után másodszor. És 2019-ben ismét Kalifornia legkelendőbb autójaként szerepel a közel luxuskategóriában.
A Tesla Model 3 2019-ben Európa legkelendőbb konnektoros autója is volt, több mint 95 000 darabot szállítottak le az első évben ezen a piacon, és felülmúlta a többi kulcsfontosságú prémium modellt. Rekordokat döntött Norvégiában és Hollandiában is, nemcsak mint a legtöbbet eladott plug-in autó, hanem összességében a legkelendőbb személyautó-modell is. A Model 3 által 2019-ben elért értékesítési volumen (15 683) a harmadik legnagyobb Norvégia történetében, csak a Volkswagen Bogár 1969-ben (16 706 eladott példány), és a Volkswagen Golf 2015-ben (16 388 eladott példány) haladja meg. A Model 3 új rekordot állított fel Hollandiában az egy hónapon belüli legmagasabb regisztrációk tekintetében (22 137) az összes plug-in autótípus között.
A Model 3 volt a legtöbbet eladott plug-in autó Kanadában, Spanyolországban, Belgiumban, Dániában, Svájcban, Ausztráliában, Új-Zélandon, Tajvanon és Mexikóban.

#### 2020
2019-ig a Nissan Leaf volt a világ legkeresettebb tisztán elektromos autója, 2019 decemberére 450 000 darabot adtak el világszerte A Tesla Model 3 2020 elején felülmúlta a Nissan Leaf eladási számait, és a világ valaha volt legkeresettebb tisztán elektromos autója lett. A globális eladások összesen körülbelül 814 000 darabot tettek ki 2020 decemberéig. A Model 3 365 240 globális kiszállítással 2020-ban már a harmadik egymást követő évben volt a világ legkeresettebb konnektoros személyautója.
2020-ban a Model 3 volt a legkelendőbb plug-in autó Kínában (137 459) és az Egyesült Államokban (95 135). A Model 3 egyben a legnépszerűbb konnektoros elektromos autó volt Kaliforniában 2020-ban (38 580), valamint az állam legkeresettebb autója a közeli luxuskategóriában. A Model 3 három egymást követő évben, 2018 és 2020 között vezeti a kaliforniai és az amerikai konnektoros autóeladásokat.

#### 2021
2021-ben a Model 3 lett minden idők legkelendőbb elektromos járműve Hollandiában, 2021 júniusának végén több, mint 78 996 autót regisztráltak. A Model 3 lett az első elektromos autó, amelyet 1 milliónál többet adtak el világszerte 2021 júniusában.
Ez volt 2021 legkelendőbb elektromos járműve is az Egyesült Királyságban, 34 783-mal, több mint 22 500 regisztrációval megelőzve a második legnépszerűbb elektromos autót, a Kia e-Nirót. Ezek az adatok 2021-ben a Model 3-at a második bestsellerré is tették az Egyesült Királyság újautó-piacán, csak a Vauxhall Corsát, az olcsóbb B-szegmensű járművet előzte meg. A decemberben eladott 9612 Model 3 több, mint kétszerese volt az abban a hónapban eladott összes többi autónak.
2021 októberében a Hertz autókölcsönző 100 000 teljes árú Model 3 autót rendelt bérelt flottájába.

## Műszaki adatok

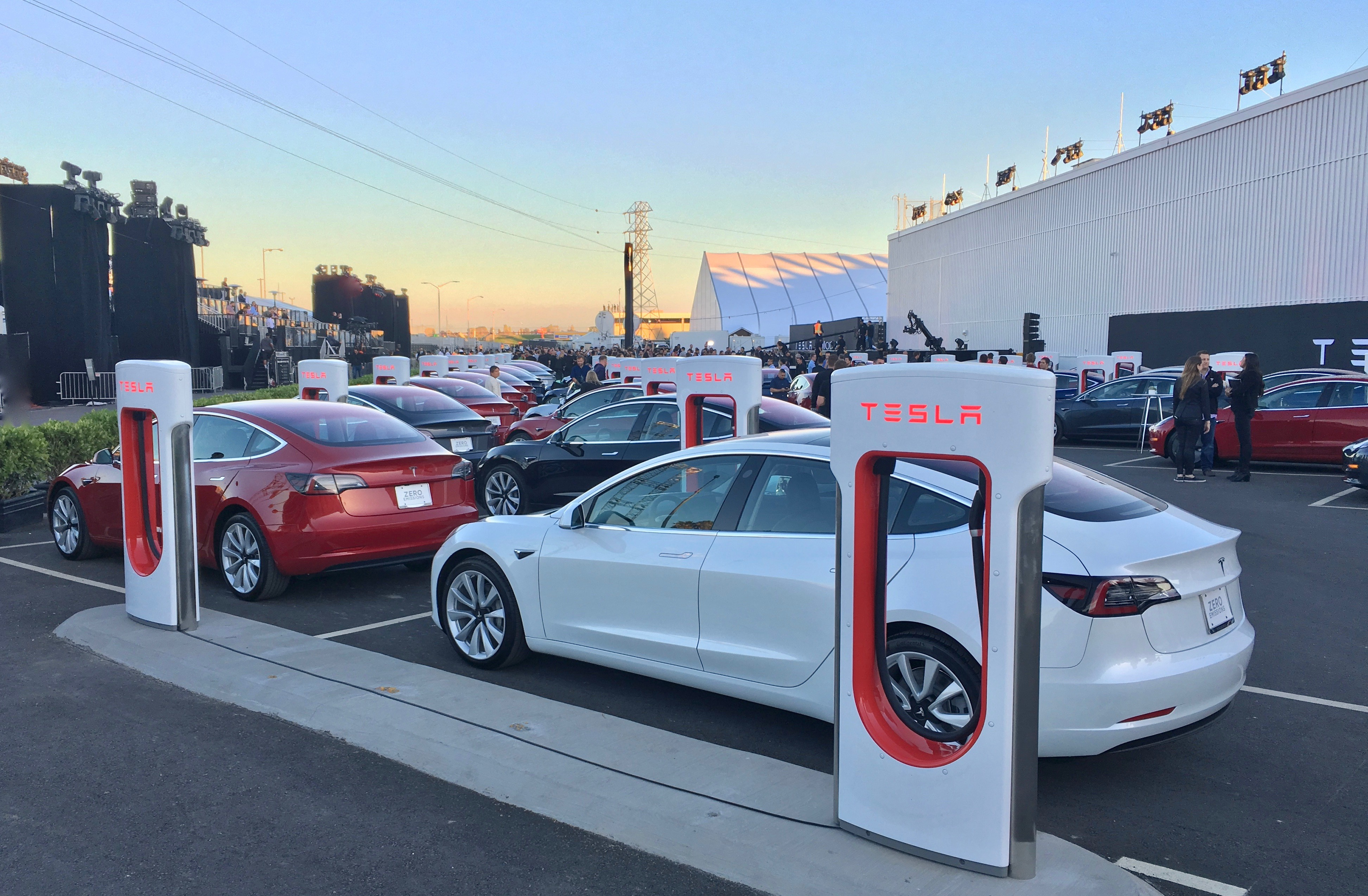
Az első sorozatgyártású Tesla Model 3 autók készen állnak a 2017. július 28-i szállítási eseményre

### Mérnöki tervezés és változások
Amikor a gyártás 2017-ben megkezdődött, az alap Model 3-mal kapcsolatban bejelentették, hogy 50 kWh-s akkumulátorral rendelkezik, hatótávolsága körülbelül 350 km, míg az opcionális 75 kWh-s akkumulátor hatótávolsága körülbelül 500 km. Az akkumulátor 2170 méretű lítium-ion cellákat használ.
A 350 V-os (névleges, 400 V max.) Model 3 akkumulátorcsomagok négy hosszirányú modulból állnak. A Standard Range változat 2976, míg a Long Range változat 4416 cellát tartalmaz. Az autó fedélzeti AC/DC átalakítója 11 kW. Európában ehhez háromfázisú elektromos áramra van szükség, egyébként az egyfázisú teljesítmény 7,4 kW.
A Tesla továbbra is fejleszti a 2170-es akkumulátorcella kialakítását, és időszakonként fokozatos fejlesztéseket vezet be a gyártósoron. A Tesla 2018-ban kezdte meg a könnyebb, jobb, olcsóbb 2170-es cella gyártását, azzal a céllal, hogy az összeszerelt akkumulátorcsomagok költségét 2018 decemberére 100 dollár/kWh-ra csökkentseAz Electrek 2018 végén arról számolt be, hogy a továbbfejlesztett akkumulátorcella-kialakításra volt szükség az akkumulátorköltségek további csökkentése érdekében, mivel a Tesla azt tervezte, hogy a következő évben megkezdi a Model 3 Standard termékcsalád szállítását.
A Model 3 meghajtó egység invertere 24 pár szilícium-karbid (SiC) MOSFET chipet használ, 650 V-ra mindegyik.
2018 júliusában a média arról számolt be, hogy egy Model 3 prototípust láttak Kaliforniában és Nevadában, miközben utánfutót vontattak egy vonóhorog látszólagos értékelése során. 2019 májusában a Tesla opcionális vonóhorgot kezdett kínálni a Standard Range Plus és Long Range európai modelljeihez. A vontatási kapacitás 1000 kg.
A Model 3 regeneratív fékezést használ, amelyet 2018 októberében szoftverfrissítéssel módosítottak és javítottak.
2019 októberében a Tesla kiadott egy szoftverfrissítést, amely 5%-os teljesítménybővítést és csúcsteljesítmény-optimalizálást tartalmaz a Model 3 tulajdonosainak a 2019.36.2.1-es szoftververzión keresztül, amely észrevehető javulást mutatott a gyorsulásban és az általános sebességben. 2019 decemberében a Tesla felajánlotta a 2019.40.2-es szoftververzióval rendelkező, nagy hatótávolságú, kétmotoros Model 3-tulajdonosoknak, hogy megvásároljanak egy 2000 USD értékű Acceleration Boost szoftverfrissítést, amely lehetővé teszi a Sport vezetési módot, amely az állóhelyzetből 100 km/órás sebességre történő gyursulási időt 4,4 másodpercről 3,9 másodpercre csökkentette. A közúti tesztek a vártnál jobb gyorsulást igazoltak, a vezetők Sport módban 3,67 másodperc alatt érték el álló helyzetből a 100 km/órás sebességet.
Szerkezetileg a Tesla Model 3 többnyire acélból készült, a karosszériaelemek többsége pedig alumínium. Kisebb mérete miatt a Model 3 kevesebb energiát fogyaszt, mint a Model Y, és így nagyobb a hatótávolsága. A hagyományos stabilitásszabályozást nem a kétmotoros vezérlésre vagy a villanymotorok gyorsabb reakcióidejére tervezték, és a Tesla módosította a vezérlőegységet. A motorok mágnesei Halbach tömbben vannak elhelyezve. A hűtőrendszer integrált a méret és a költség csökkentése érdekében.
2020 augusztusában a Tesla fűtőhardverrel bővítette a Model 3 töltőportját, amelyet az év későbbi szoftverfrissítése tette lehetővé, hogy megakadályozza a jégképződést.

### Specifikációs táblázat[157]
| Model                     | Standard Range | Long Range | Performance |
| ------------------------- | -------------- | ---------- | ----------- |
| Meghajtás                 | RWD            | AWD        | AWD         |
| Motorok száma             | 1              | 2          | 2           |
| Akkumulátor típusa        | LFP            | NCA/NMC    | NCA/NMC     |
| Kihasználható kapacitás   | 57,5 kWh       | 75 kWh     | 75 kWh      |
| Autó tömege               | 1830 kg        | 1920 kg    | 1920 kg     |
| Max. teljesítmény         | 283 LE         | 498 LE     | 534 LE      |
| Max. nyomaték             | 420 Nm         | 493 Nm     | 660 Nm      |
| Gyorsulás (0–100 km/óra)  | 6,1 mp         | 4,4 mp     | 3,3 mp      |
| Hatótávolság (WLTP)       | 510 km         | 602 km     | 547 km      |
| Max. töltési teljesítmény | 170 kW         | 250 kW     | 250 kW      |

## Biztonság
A 2019-es törésteszteket követően a Model 3 nagyon jól teljesített: minden kategóriában öt csillagot kapott az amerikai Nemzeti Közúti Közlekedésbiztonsági Hivataltól (NHTSA), és 94%-os Euro NCAP pontszámot ért el az aktív biztonság terén.
 
| NHTSA (USA)        | NHTSA (USA) | Euro NCAP             | Euro NCAP       | ANCAP                 | ANCAP            | IIHS (USA)                                   | IIHS (USA)              |
| ------------------ | ----------- | --------------------- | --------------- | --------------------- | ---------------- | -------------------------------------------- | ----------------------- |
| Átfogó             | 5/5         | Átfogó                | 5/5             | Átfogó                | 5/5              | Kis átfedés elöl, vezetőoldalon              | Jó                      |
| Elöl, vezető       | 5/5         | Felnőtt lakó          | 36,7 pont / 96% | Felnőtt lakó          | 36,70 pont / 96% | Kis átfedés elöl, utasoldalon                | Jó                      |
| Elülső, utas       | 5/5         | Gyermek lakó          | 42,3 pont / 86% | Gyermek lakó          | 42,88 pont / 87% | Mérsékelt átfedés elöl                       | Jó                      |
| Oldal, sofőr       | 5/5         | Sebezhető úthasználók | 35,7 pont / 74% | Sebezhető úthasználók | 35,69 pont / 74% | Oldal                                        | Jó                      |
| Oldal, utas        | 5/5         | Vezetői asszisztens   | 12,3 pont / 94% | Vezetői asszisztens   | 12,35 pont / 94% | Tető szilárdsága                             | Jó                      |
| Oldaloszlop, sofőr | 5/5         |                       |                 |                       |                  | Tető szilárdsága                             | Jó                      |
| Görgetés           | 5/5         |                       |                 |                       |                  | Fejtámlák és ülések                          | Jó                      |
|                    |             |                       |                 |                       |                  | Fényszórók (felszereléstől/opciótól függően) | \| Jó \| Elfogadható \| |
|                    |             |                       |                 |                       |                  | Frontális ütközés megelőzése                 | kiváló                  |
| Jó                 | Elfogadható |                       |                 |                       |                  |                                              |                         |

## Fogadtatás

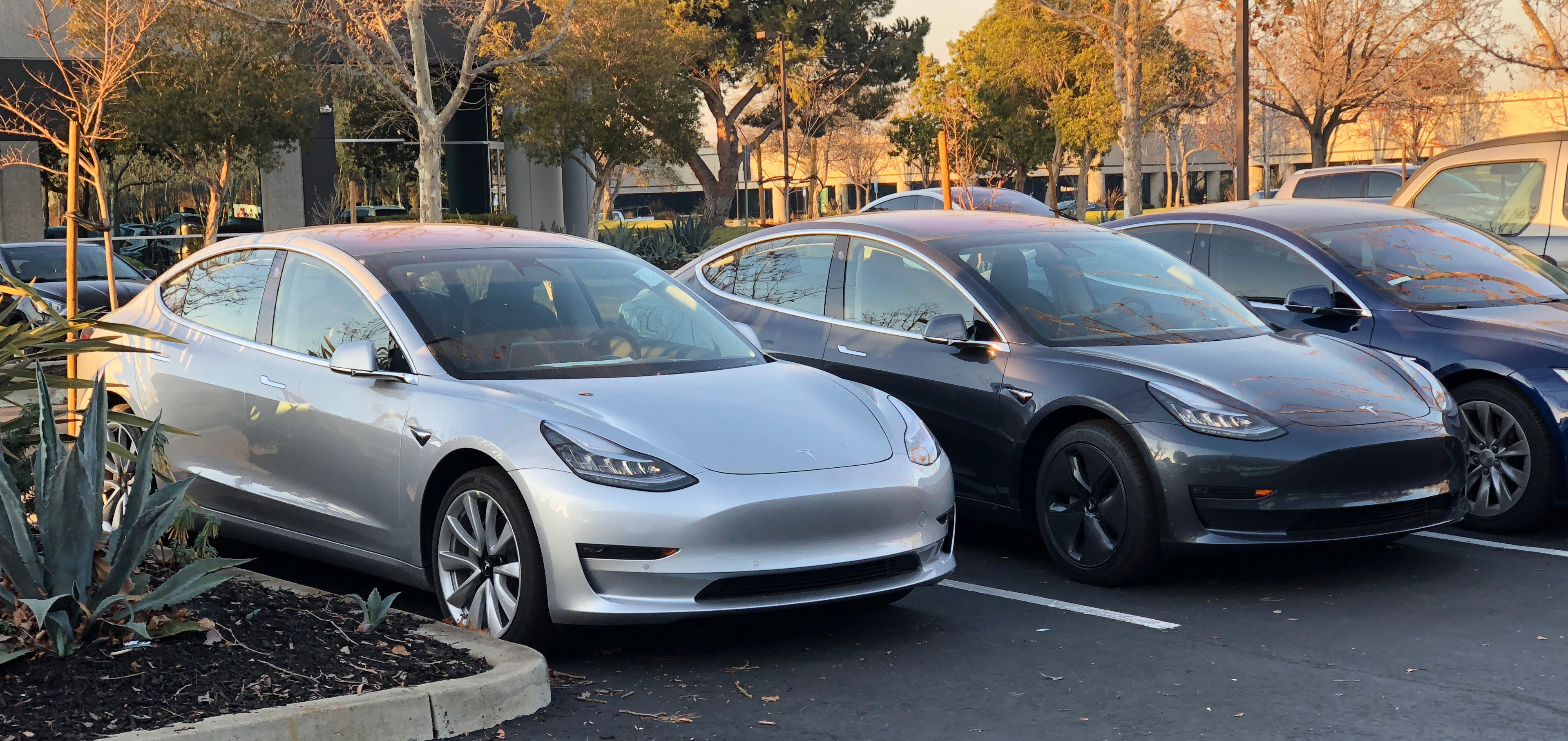
Két Tesla Model 3 egymás mellett

- Robert Cumberford, a General Motors korábbi autódesign-tervezője szerint a Tesla Model 3 kiváló dizájnnal rendelkezik, és dicsérte az elülső homlokburkolatot.[165][166] Cumberford dicsérte a Model 3 minimalista dizájnját és az Apple termékekhez hasonló elegáns egyszerűségét.[167] Úgy véli, hogy a Model 3 olyan dizájnnal rendelkezik, amely jól öregszik, és 10 év múlva is modernnek és szépen visszafogottnak fog kinézni, nem pedig réginek és jellegtelennek.[167]
- A Vanity Fair és mások a Tesla Model 3-at a Ford T-modelllel hasonlították össze a nagy mennyiségben gyártott elektromos járműhöz szükséges megfizethetőség miatt.[168][169][170][171]
- Toni Sacconaghi, az AllianceBernstein autóipari elemzője azt mondta, miután 2017 novemberében vezette az egyik korai Tesla járművet, hogy „összességében úgy találtuk, hogy a Model 3 lenyűgöző ajánlat, és úgy gondoljuk, hogy ez tovább lendíti majd az elektromos járművek kategóriáját”. Emellett Sacconaghit lenyűgözte a menetminőség, a teljesítmény és a belső tér.[172]
- Bob Sorokanich, Road & Track autós magazin szerzője ezt mondta: „A Model 3 bizonyítja, hogy a Tesla messze túlmutat a Model S-en és az X-en. A Model 3-ból kilépve rájössz, hogy a Model S-t és a Model X-et mindig közvetítőknek szánták, ugródeszkáknak, amelyek célja, hogy az embereket elrángassák a kényelmes konvencióktól az autózás jövőjébe. [...] A Model 3 a Tesla a legcsodálatosabb alkotása. Ez egy olyan autógyártó, amely végre hajlandó felhagyni a hamis hűtőrács skeuomorfizmusával és a vezető előtt lévő sebességmérő panel hagyományával.”[173]
- 2018-ban egy Tesla Model 3-mal 975 km-t tettek meg egyetlen töltéssel, energiahatékony vezetési rekordot felállítva.[174]
- 2019 elején a Kelley Blue Book bejelentette, hogy a Tesla Model 3 nyerte el a Legjobb viszonteladási érték-díjat az Egyesült Államok piacán az összes autó esetében, 36 hónap után 69,3%-os, 60 hónap után 48,7%-os viszonteladási értékkel.[175]

### Díjak
- A Popular Mechanics magazin a Tesla Model 3-at választotta a 2018-as év autójának. Az Automobile magazin a 2018-as Az év dizájnja-díjat a Tesla Model 3-nak ítélte oda.[167]
- Az Egyesült Királyságban a Tesla Model 3-at az Auto Express magazin 2019-ben,[176] és a Parkers magazin 2020-ban Az Év Autójának választotta, ahol a Legjobb elektromos autó és a Legjobb cégautó címet is megkapta, és elnyerte a Legjobb biztonság-díjat.[177]
- 2019-ben a Tesla Model 3 nyerte a legjobb középkategóriás autók kategóriájában az Arany Kormánykerék-díjat.[178]
- Az Edmunds.com a Tesla Model 3-at a 2019-es év legjobb elektromos autójának, míg a 2020-ban legjobban értékelt elektromos autónak nevezte.[179][180]
- 2019 végén a Tesla Model 3 a Top Safety Pick+ címet is megkapta az amerikai Közúti Biztonsági Biztosítási Intézettől (IIHS).[181]
- A Model 3-at az év autójának választották 2019-ben Dániában, míg 2020-ban Norvégiában és Svájcban.[182]
- A Tesla Model 3-at egy 29 autós újságíróból álló zsűri választotta az Egyesült Királyság 2020-as év autójának. A díjak rendezője kijelentette, hogy az autó technológiája, teljesítménye és hatótávja az elektromos járművek javára változtatta a véleményeket.[183]
- Az autót az amerikai Villamossági és Elektronikai Mérnöki Intézet (IEEE) 2018-ban a Top 10 Tech Cars közé választotta.[184]
- 2021 januárjában a Tesla Model 3 Standard Range Plus az Év Nagy elektromos autójának választotta a What Car? magazin, mely[185] a Model 3-at a lehetséges ötből öt csillagot ítélt oda az autó értékelése során.[186]
- 2021 májusában a Tesla Model 3 elnyerte az Auto Trader UK New Car díjat a legjobb családi autó kategóriában.[187] Az Auto Trader az autó értékelése során ötből négy és fél csillagot ítélt a Model 3-nak.[188]

## Lásd még
- Elektromos autók listája
- Tesla Cybertruck
- Tesla Model S
- Tesla Model X
- Tesla Model Y
- Tesla Roadster
- Tesla Semi

## Fordítás
Ez a szócikk részben vagy egészben  a   Tesla Model 3 című angol Wikipédia-szócikk ezen változatának fordításán alapul.  Az eredeti cikk szerkesztőit annak laptörténete sorolja fel. Ez a jelzés csupán a megfogalmazás eredetét és a szerzői jogokat jelzi, nem szolgál a cikkben szereplő információk forrásmegjelöléseként.